# Liste der Monuments historiques in Wittenheim
Die Liste der Monuments historiques in Wittenheim führt die Monuments historiques in der französischen Gemeinde Wittenheim auf.

## Liste der Bauwerke
| Bezeichnung                              | Beschreibung                                                                        | Standort                           | Kennzeichnung | Schutzstatus | Datum | Bild           |
| ---------------------------------------- | ----------------------------------------------------------------------------------- | ---------------------------------- | ------------- | ------------ | ----- | -------------- |
| Kirche Ste-Barbe                         | von 1928 bis 1931 erbaut, Entwurf Georges Debut; Ausmalung von Georges Desvallières | Rue Jean-Jacques-Henner (Lage)     | PA00085762    | Classé       | 1993  | weitere Bilder |
| Feuerwehrhaus des Kalibergwerks Theodore | 1926 gebaut                                                                         | 31 rue du Général-de-Gaulle (Lage) | PA68000045    | Inscrit      | 2005  | weitere Bilder |
| Motte von Rebberg-Grosstueck             | mittelalterliche Burgstelle                                                         | Rue du Bourg (Lage)                | PA00085756    | Inscrit      | 1989  |                |
| Förderturm des Kalibergwerks Theodore    | mit Maschinenhalle; 1957 errichtet                                                  | 27 rue du Général-de-Gaulle (Lage) | PA00135164    | Inscrit      | 1995  | weitere Bilder |
| Kloster Schönensteinbach                 | archäologische Reste des 1126 gegründeten Klosters                                  | Route des Soultz (Lage)            | PA00085755    | Inscrit      | 1989  |                |

## Liste der Objekte
| Bezeichnung                  | Beschreibung                                                    | Standort                       | Kennzeichnung | Schutzstatus | Datum | Bild |
| ---------------------------- | --------------------------------------------------------------- | ------------------------------ | ------------- | ------------ | ----- | ---- |
| Gemälde Heiliger Sebastian   | Ölfarbe auf Leinwand, um 1787 von Martin Müller                 | in der Kirche Ste-Marie (Lage) | PM68001461    | Inscrit      | 1995  |      |
| Gemälde Unterweisung Mariens | Ölfarbe auf Leinwand, um 1787 von Martin Müller                 | in der Kirche Ste-Marie (Lage) | PM68001460    | Inscrit      | 1995  |      |
| Hochrelief Beweinung Christi | Holz, farbig gefasst und vergoldet, Anfang des 16. Jahrhunderts | in der Kirche Ste-Marie (Lage) | PM68000434    | Classé       | 1978  |      |
| Taufbecken                   | Sandstein, 12. Jahrhundert                                      | in der Kirche Ste-Marie (Lage) | PM68000432    | Classé       | 1975  |      |
| Halbrelief Heiliger Erasmus  | Holz, farbig gefasst und vergoldet, Anfang des 16. Jahrhunderts | in der Kirche Ste-Marie (Lage) | PM68000433    | Classé       | 1975  |      |
| Gemälde Heiliger Georg       | Ölfarbe auf Leinwand, um 1787 von Jean-Jacques Bulffer          | in der Kirche Ste-Marie (Lage) | PM68001459    | Inscrit      | 1995  |      |